# ولید خیار
ولید خیار (انگلیسی: Walide Khyar؛ زادهٔ ۹ ژوئن ۱۹۹۵) جودوکار مراکشی‌تبار اهل فرانسه است.